# Kos (Bulgarije)
Kos (Bulgaars: Кос) is een dorp in het zuiden van Bulgarije. Het dorp is gelegen in de gemeente Momtsjilgrad in de oblast  Kardzjali. Het dorp ligt hemelsbreed ongeveer 17 km ten zuidoosten van Kardzjali en 222 km ten zuidoosten van Sofia.

## Bevolking
Op 31 december 2020 telde het dorp volgens de officiële cijfers van het Nationaal Statistisch Instituut van Bulgarije 98 inwoners. Het aantal inwoners vertoont al jaren een dalende trend: in 1965 woonden er nog 360 mensen in het dorp. Vooral in de periode 1985-1989 verlieten veel inwoners het dorp (en vluchtten naar Turkije), als gevolg van de bulgariseringscampagnes van het communistisch regime, waarbij het Bulgaarse Turken verboden werd om hun moedertaal te spreken en hun religie vrij uit te oefenen.
|  |

De bevolking bestaat nagenoeg uitsluitend uit etnische Turken. In de volkstelling van 2011 verklaarden 100 van de 102 ondervraagden zichzelf als etnische Turken, oftewel 98% van alle ondervraagden.
| Etnische samenstelling van de respondenten (2011) | Etnische samenstelling van de respondenten (2011) | Etnische samenstelling van de respondenten (2011) | Etnische samenstelling van de respondenten (2011) | Etnische samenstelling van de respondenten (2011) |
| ------------------------------------------------- | ------------------------------------------------- | ------------------------------------------------- | ------------------------------------------------- | ------------------------------------------------- |
|                                                   |                                                   |                                                   |                                                   |                                                   |
| Bulgaren                                          | Bulgaren                                          |                                                   | 0,0%                                              | 0,0%                                              |
| Turken                                            | Turken                                            |                                                   | 98,0%                                             | 98,0%                                             |
| Roma                                              | Roma                                              |                                                   | 0,0%                                              | 0,0%                                              |
| Anders/Onbekend                                   | Anders/Onbekend                                   |                                                   | 2,0%                                              | 2,0%                                              |